# Gustaaf van Hulstijn
Gustaaf Adolf van Hulstijn (ur. 24 sierpnia 1884 w Batavii, zm. 22 kwietnia 1976 w Gorssel) – szermierz reprezentujący Holandię, uczestnik letnich igrzysk olimpijskich w 1908 roku.